# Детская площадка (фильм)
«Детская площадка» — советский фильм режиссёра Светланы Проскуриной, снятый по сценарию Павла Финна на киностудии «Ленфильм» в 1986 году.

## Сюжет
Бывшие воспитанники детского дома Жанна и Роман пока почти дети. Жанна работает на фабрике, а Роман — фельдшером скорой помощи, и их совместная жизнь изначально не таила никаких угроз. Однако когда Роман попадает в шайку воров, их отношения портятся.

## В ролях
- Дарья Шпаликова — Жанна
- Вадим Любшин — Роман
- Николай Лавров — Марат Павлович
- Виктор Проскурин — Карпов
- Наталья Егорова — общественница
- Марина Игнатова — Людмила, воспитательница детского дома

## Критика
Как отмечал киновед Александр Фёдоров, «авторы фильма всерьёз пытаются разобраться в том, что творится в душах молодых аутсайдеров», но при этом «вместо исследования не примелькавшихся характеров режиссёр вслед за сценаристом словно по привычке, порождённой „молодёжными“ лентами 70-х, увлекается банальной детективной интригой, которая вытесняет психологию отношений на второй план».